# 부미카 차울라
부미카 차울라(힌디어: भूमिका चावला, 영어: Bhumika Chawla, 1978년 8월 21일 ~ )는 인도의 배우이다.